# Frans Van Vlierberghe
Frans Van Vlierberghe (* 28. März 1954 in Belsele) ist ein ehemaliger belgischer Radrennfahrer.

## Sportliche Laufbahn
Van Vlierberghe (auch Francois Van Vlierberghe) war im Straßenradsport aktiv. Von 1975 bis 1984 war er Berufsfahrer. Er gewann eine Etappe der Quatre Jours de Dunkerque 1976, den Omloop van Midden-Brabant 1977 vor Roger Swerts, den Flèche Hesbignonne-Cras Avernas 1978 sowie eine Etappe in der Vuelta a España 1979. 1985 siegte er im Grote Prijs Stad Sint-Niklaas. Dazu kam eine Reihe von Siegen in Kriterien und Rundstreckenrennen.
Zweiter wurde Van Vlierberghe 1976 im Nationale Sluitingsprijs hinter Herman Van Springel. Dritter wurde er 1977 im Le Samyn.

## Familiäres
Sein älterer Bruder Albert Van Vlierberghe war ebenfalls Radprofi.